# Mangrovie della Nuova Guinea
Le mangrovie della Nuova Guinea sono una ecoregione terrestre dell'ecozona australasiana (codice ecoregione: AA1401) che si sviluppa nelle aree estuarine lungo le coste della Nuova Guinea.

## Territorio
L'ecoregione raggruppa lembi più o meno estesi di mangrovie che sorgono lungo le coste della Nuova Guinea, tanto sulla costa settentrionale (sul versante orientale della baia di Cenderawasih, in prossimità della foce dei fiumi Sepik e Ramu, nella baia di Dyke Ackland e nello stretto di Ward Hunt), che sulla costa meridionale (in prossimità della foce dei fiumi Purari, Kikori, Fly, Northwest e Otakwa, nella baia di Bintuni e sul versante meridionale della penisola di Doberai).

## Flora
Le foreste di mangrovie di questa ecoregione sono considerate una delle aree di mangrovie con la maggiore biodiversità nel mondo.
 
La loro composizione floristica varia in funzione della salinità del suolo. Nelle zone costiere aperte le specie dominanti sono Avicennia alba o Avicennia marina, specie pioniere adattate a condizioni di estrema salinità, mentre nelle insenature di marea prevalgono le specie del genere Sonneratia. Nelle aree più interne dominano Rhizophora mucronata, Rhizophora apiculata e Bruguiera parviflora, con occasionale presenza di Bruguiera gymnorrhiza, Ceriops decandra, Heritiera littoralis, Xylocarpus spp. e Lumnitzera spp.. Nelle aree dove l'acqua dolce prevale su quella marina, si osservano vaste aggregazioni monotipiche della palma Nypa fruticans, con limitata presenza di Xylocarpus granatum e Heritiera littoralis. Nelle aree adiacenti alle foreste di palude si trovano inoltre Bruguiera sexangula, Camptostemon schultzii, Dolichandrone spathacea, Diospyros spp., Excoecaria agallocha.

## Fauna

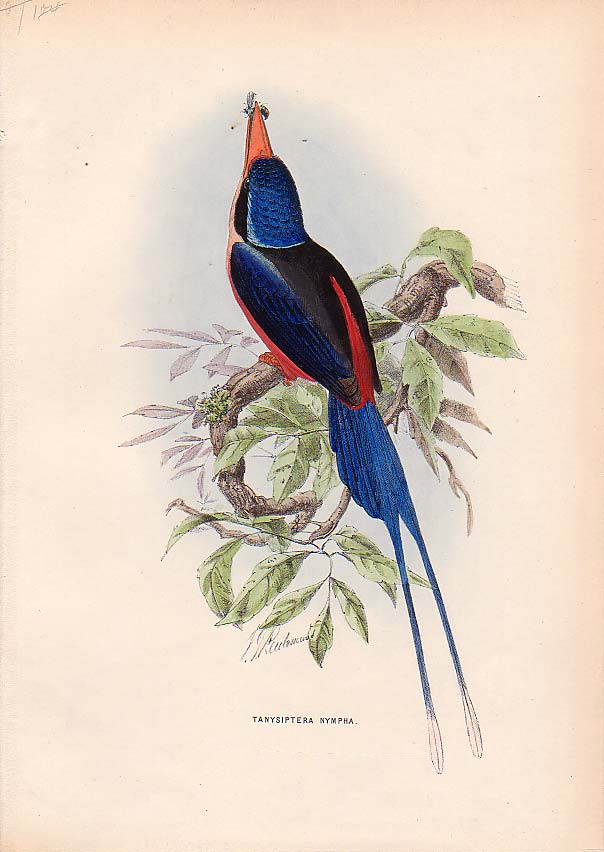
Il martin pescatore del paradiso pettorosso (Tanysiptera nympha)

La regione ospita numerose specie di uccelli endemici tra cui: il tacchino di boscaglia beccorosso (Talegalla cuvieri), la gura occidentale (Goura cristata), la colomba frugivora di Wallace (Ptilinopus wallacii), il pappagallo dei fichi di Salvadori (Psittaculirostris salvadorii), il lori nero (Chalcopsitta atra), il lori bruno (Chalcopsitta duivenbodei), la salangana papua (Aerodramus papuensis), il martin pescatore del paradiso pettorosso (Tanysiptera nympha), il pitoui panciabianca (Pseudorectes incertus) e il beccafiore capoverdastro (Dicaeum pectorale).
Tra gli endemismi presenti nella regione merita inoltre di essere menzionato il pipistrello Emballonura furax.

## Conservazione
Lo stato di conservazione dell'ecoregione è considerato critico.
Circa un terzo delle mangrovie dell'ecoregione ricade all'interno di aree naturali protette:
la Riserva naturale della baia di Bintuni, il Parco nazionale di Lorentz e la Riserva naturale Pulau Kimaam in Indonesia, il Kikori Integrated Conservation and Development Project in Papua Nuova Guinea. Quest'ultima è una iniziativa del World Wide Fund for Nature volta a tutelare il bacino del fiume Kikori, con il sostegno delle comunità locali, attraverso iniziative di sviluppo sostenibile.